# Simon Šubic
Simon Šubic, slovenski fizik in matematik, * 28. oktober 1830, Brode, † 27. julij 1903, Gradec, Avstrija.

## Življenje in delo
Šubic je bil po študiju matematike in fizike srednješolski profesor v Budimpešti, na Dunaju in v Gradcu, kjer se je 1866 habilitiral na univerzo, nakar je tu postal profesor za eksperimentalno fiziko. Dasi je bival ves čas v tujini, je ohranil topel odnos do slovenske kulture. Tako je objavljal v naših revijah poljudne članke največ iz fizike in astronomije, pa tudi iz kulturne zgodovine in filozofije, nekaj slovenskih razprav s področja fizike pa pri Jugoslovanski akademiji znanosti in umetnosti v Zagrebu. V nemščini je pisal znanstvene razprave in učbenike za fiziko.
1. ↑  Dr. Constant v. Wurzbach Subić, Simon // Biographisches Lexikon des Kaiserthums Oesterreich: enthaltend die Lebensskizzen der denkwürdigen Personen, welche seit 1750 in den österreichischen Kronländern geboren wurden oder darin gelebt und gewirkt haben — Wien: 1856. — Vol. 40. — S. 262.